# De Leidsche brief
De Leidsche brief was een verzetsblad uit de Tweede Wereldoorlog, dat vanaf 3 oktober 1944 tot en met 8 februari 1945 in Leiden werd uitgegeven. Het blad verscheen ongeveer maandelijks in een oplage tussen de 300 en 1000 exemplaren. Het is vijf maal verschenen. Het werd gestencild en de inhoud bestond voornamelijk uit opinie-artikelen.
De opzet van De Leidsche brief was
- met name een publicatie van de hervormingsplannen in de studentenwereld
- het herstel van het contact tussen de Leidse studenten, dat na de Spoorwegstaking vrijwel verbroken was

## Betrokken personen
De uitgave ging uit van de Leidse vertegenwoordiger van het studentenverzet A.J. Noordijk